# Mirambeau (Haute-Garonne)
Mirambeau település Franciaországban, Haute-Garonne megyében. Lakosainak száma 62 fő (2022. január 1.). Mirambeau Espaon, Boissède, L’Isle-en-Dodon, Martisserre, Cadeillan és Garravet községekkel határos.

## Népesség
A település népességének változása:
| Lakosok száma | 69   | 58   | 55   | 53   | 65   | 69   | 63   | 61   | 61   | 62   |
|               | 1968 | 1982 | 1990 | 2006 | 2013 | 2015 | 2017 | 2019 | 2020 | 2022 |